# 劉文治 (企業家)
劉文治（1942年—），台灣台北人，中华民国企業家，創辦華岡製鞋公司與西華飯店集團。

## 生平
其父劉添壽，是一名公務員。劉文治在家中排行第四。
中學就讀台北市成功高中，因成績優異，保送東海大學化工系。因父親中風，劉文治休學，工作養家。後重考進入臺師大數學系夜間部，半工半讀，在就讀六年後，未取得學位就離開學校。
劉文治做過許多工作，曾從事貿易，出口台灣工藝品到日本，也與來自中東地區的股東合資開設工廠。他創辦華岡製鞋公司，從事涼鞋製造。1970年代，因品管嚴格，獲得愛迪達公司的訂單，為他們代工製鞋。
在1990年代，劉文治在台北市投資，建立西華飯店。2008年，再度籌資200億元，在台北市大直建立萬豪酒店。

## 家庭
其子劉恆昌。